# Nicola Mingazzini
Nicola Mingazzini (Faenza, 13 augustus 1980) is een Italiaanse voetballer (middenvelder) die sinds 2010 voor de Italiaanse tweedeklasser UC AlbinoLeffe uitkomt. Voordien speelde hij onder andere voor Spezia Calcio en Atalanta Bergamo.

## Carrière
| seizoen   | club                 | land   | competitie        | wed. | goals |
| --------- | -------------------- | ------ | ----------------- | ---- | ----- |
|           | Ravenna Calcio       | Italië | jeugd             | ?    | ?     |
| 1998-1999 | Ravenna Calcio       | Italië | Serie B           | 2    | 0     |
| 1999-2003 | Spezia Calcio        | Italië | Serie C2/Serie C1 | 98   | 1     |
| 2003-2006 | Atalanta Bergamo     | Italië | Serie A/Serie B   | 75   | 0     |
| 2006      | Bologna FC (gehuurd) | Italië | Serie B           | 16   | 2     |
| 2006-2010 | Bologna FC           | Italië | Serie A/Serie B   | 87   | 4     |
| 2010-...* | UC AlbinoLeffe       | Italië | Serie B           | 0    | 0     |

 * = Laatst bijgewerkt op 22 nov 2010